# تسلینوو (شهرستان گاروولین)
تسلینوو (به لهستانی:  Celinów) یک روستا در لهستان است که در گمینا واسکاژو واقع شده‌است.